# Pamphobeteus insignis
Pamphobeteus insignis är en spindelart som beskrevs av Pocock 1903. Pamphobeteus insignis ingår i släktet Pamphobeteus och familjen fågelspindlar.
Artens utbredningsområde är Colombia. Inga underarter finns listade i Catalogue of Life.